# Basilica di Sant'Alessandro

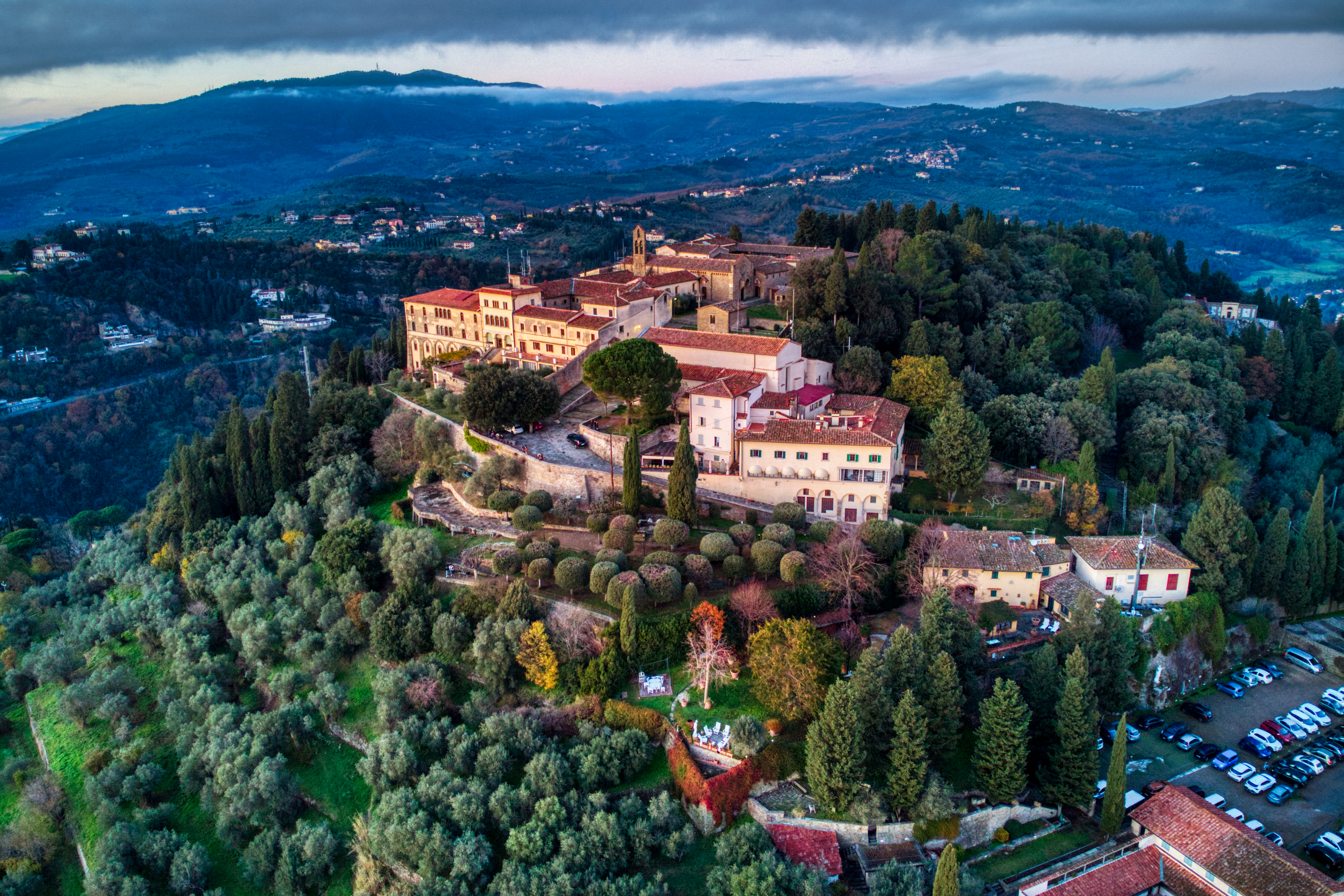
Sant'Alessandro vicino alla cima del punto più alto di Fiesole

La basilica di Sant'Alessandro si trova a Fiesole.

## Storia e descrizione
La chiesa risale probabilmente al VI secolo, ma dell'aspetto originario non conserva quasi nulla. Ricordata nel 966 come pieve urbana, esternamente si presenta nelle forme neoclassiche conferitele nel 1814. L'interno, restaurato nel 1957 e 1973, mostra l'originaria struttura basilicale con tre navate delimitate da colonne che scandiscono lo spazio con ritmo serrato, analogamente agli esempi paleocristiani di Roma e Ravenna. Le colonne monolitiche e i capitelli provengono dai numerosi edifici classici della città.
Durante i restauri del XVIII, XIX e XX secolo sono stati individuati resti etruschi sotto l'abside. In periodi precedenti erano stati rinvenuti altri resti risalenti al periodo etrusco, romano e longobardo.
La chiesa, oggi non più adibita al culto, ospita manifestazioni e mostre. Nell'annesso Oratorio della Compagnia dell'Assunta è conservata la cinquecentesca Madonna fra San Michele e San Pietro, attribuita a Gerino da Pistoia.